# Episodi di American Dad! (sedicesima stagione)
La sedicesima stagione di American Dad!, composta da 22 episodi, è stata trasmessa negli Stati Uniti d'America su TBS dal 15 aprile 2019 al 27 aprile 2020.
Negli USA gli episodi 21 e 22, retrocessi dalla stagione 17 alla stagione 16, sono stati recuperati rispettivamente il 20 e il 27 aprile 2020.
In Italia la stagione, inizialmente prevista dal 26 marzo 2020 dopo Le Iene in seconda serata dalle ore 01:05 circa su Italia 1, in seguito alla sospensione del programma per l'emergenza COVID-19, è stata posticipata al 5 maggio 2020 nella stessa fascia oraria. Gli episodi 15 e 16, inizialmente previsti per il 23 giugno 2020 e poi posticipati al 30 giugno 2020, sono andati in onda il 6 luglio 2020 in seconda serata dopo lo speciale de Le Iene. Gli episodi 18, inizialmente programmato con l'episodio 17 il 13 luglio 2020, e 20 sono stati trasmessi rispettivamente il 27 e il 28 luglio 2021 alle 15:00 sempre su Italia 1. Gli episodi 17 e 19 dall'11 agosto 2021 sono stati aggiunti al catalogo della piattaforma streaming Disney+ come parte della stagione precedente. 
Gli ultimi due episodi sono stati resi disponibili in streaming su Disney+ il 1º giugno 2022 in lingua originale sottotitolata e dal 21 luglio 2022 con doppiaggio italiano per poi essere trasmessi in chiaro il 20 marzo 2023 in prima serata su Italia 2.
| N° | Codice di produzione | Titolo originale                       | Titolo italiano                            | Prima TV USA   | Prima TV Italia                                   | Prima TV Italia |
| -- | -------------------- | -------------------------------------- | ------------------------------------------ | -------------- | ------------------------------------------------- | --------------- |
| 1  | DAJN01               | Fantasy Baseball                       | Fantasy baseball                           | 15 aprile 2019 | 6 maggio 2020                                     | 6 maggio 2020   |
| 2  | DAJN02               | I Am the Jeans: The Gina Lavetti Story | Io sono i jeans. La storia di Gina Lavetti | 22 aprile 2019 | 6 maggio 2020                                     | 6 maggio 2020   |
| 3  | DAJN03               | Stan & Francine & Connie & Ted         | Stan & Francine & Connie & Ted             | 29 aprile 2019 | 13 maggio 2020                                    | 13 maggio 2020  |
| 4  | DAJN04               | Rabbit Ears                            | Tubo catodico                              | 6 maggio 2019  | 13 maggio 2020                                    | 13 maggio 2020  |
| 5  | DAJN05               | Jeff and the Dank Ass Weed Factory     | Jeff e la fabbrica d'erba                  | 13 maggio 2019 | 20 maggio 2020                                    | 20 maggio 2020  |
| 6  | DAJN06               | Lost Boys                              | Amici per la pelle                         | 20 maggio 2019 | 20 maggio 2020                                    | 20 maggio 2020  |
| 7  | DAJN07               | Shark?!                                | Squalo                                     | 27 maggio 2019 | 27 maggio 2020                                    | 27 maggio 2020  |
| 8  | DAJN08               | The Long March                         | La lunga marcia                            | 3 giugno 2019  | 27 maggio 2020                                    | 27 maggio 2020  |
| 9  | DAJN09               | The Hall Monitor and the Lunch Lady    | Sorvegliante e l'addetto alla mensa        | 10 giugno 2019 | 3 giugno 2020                                     | 3 giugno 2020   |
| 10 | DAJN10               | Wild Women Do                          | Donne selvagge lo fanno                    | 17 giugno 2019 | 3 giugno 2020                                     | 3 giugno 2020   |
| 11 | DAJN11               | An Irish Goodbye                       | Un addio irlandese                         | 24 giugno 2019 | 10 giugno 2020                                    | 10 giugno 2020  |
| 12 | DAJN12               | Stompe Le Monde                        | Stomp le monde                             | 1º luglio 2019 | 10 giugno 2020                                    | 10 giugno 2020  |
| 13 | DAJN13               | Mom Sauce                              | La salsa di mamma                          | 8 luglio 2019  | 17 giugno 2020                                    | 17 giugno 2020  |
| 14 | DAJN14               | Hamerican Dad!                         | Hamerican Dad!                             | 15 luglio 2019 | 17 giugno 2020                                    | 17 giugno 2020  |
| 15 | DAJN15               | Demolition Daddy                       | Lezioni di guida                           | 22 luglio 2019 | 7 luglio 2020                                     | 7 luglio 2020   |
| 16 | DAJN16               | Pride Before the Fail                  | Orgoglio prima della rovina                | 29 luglio 2019 | 7 luglio 2020                                     | 7 luglio 2020   |
| 17 | DAJN17               | Enter Stanman                          | A spasso nei sogni di Francine             | 5 agosto 2019  | 11 agosto 2021                                    |                 |
| 18 | DAJN18               | No Weddings and a Funeral              | Nessun matrimonio e un funerale            | 12 agosto 2019 | 27 luglio 2021                                    |                 |
| 19 | DAJN19               | Eight Fires                            | Gli otto fuochi                            | 19 agosto 2019 | 11 agosto 2021                                    |                 |
| 20 | DAJN20               | The Hand That Rocks the Rogu           | Cullare Rogu                               | 26 agosto 2019 | 28 luglio 2021                                    |                 |
| 21 | DAJN21               | Downtown                               | In città                                   | 20 aprile 2020 | 21 luglio 2022 (Disney+) 20 marzo 2023 (Italia 2) |                 |
| 22 | DAJN22               | Cheek to Cheek: A Stripper’s Story     | Storia di uno spogliarellista              | 27 aprile 2020 | 21 luglio 2022 (Disney+) 20 marzo 2023 (Italia 2) |                 |

## Fantasy baseball
Steve si unisce alla squadra di baseball della città come un arbitro e le sue buffonate lo portano ad essere assunto per trasformare il baseball in un gioco di ruolo dal vivo, cosa che ovviamente non sta bene a Stan. Nel frattempo, la soap opera preferita di Francine e Roger, Sex Hospital, viene cancellata, portando quindi Roger a mettere in scena una soap opera dal vivo in modo che lui e Francine possano continuare a guardare la TV durante la giornata.

## Io sono i jeans. La storia di Gina Lavetti
Francine cerca di essere la migliore amica di Gina Lavetti, una delle personalità di Roger, quando Lavetti inizia a produrre e commercializzare jeans per la donna media. Nel frattempo, in una parodia di Quel pazzo venerdì, Stan e Steve si scambiano magicamente le sopracciglia, con Stan che va a scuola e Steve che va a lavorare alla CIA.

## Stan & Francine & Connie & Ted
Steve presenta Stan e Francine ai genitori di Barry e presto se ne rammarica quando scopre che i genitori di Barry sono scambisti in cerca di una nuova coppia. Nel frattempo, Roger diventa cieco dopo aver fissato un'eclissi ed è indotto a pensare di essere un supereroe simile a Daredevil che combatte con i sensi acuti.

## Tubo catodico
Stan porta a casa una vecchia televisione che trasmette un talk show in stile Playboy After Dark che trasmette ogni sera un programma del 1961, che nasconde sotto un segreto inquietante. Nel frattempo, Roger diventa inspiegabilmente un bambino.

## Jeff e la fabbrica d’erba
In questa parodia di Charlie e la fabbrica di cioccolato, Jeff vince la possibilità di visitare la fabbrica di marijuana di Tommie Tokes (doppiato in originale da Snoop Dogg) alla quale Stan si unisce per poter battere Tokes come parte della sua missione della CIA.

## Amici per la pelle
Roger fa rompere l’amicizia che lega Snot, Barry e Toshi con Steve dopo che quest’ultimo si rifiuta di essere il suo compagno di squash. Nel frattempo, Hayley, Stan e Francine pensano che Jeff abbia un dono per vendere le case.

## Squalo
Per fare superare a Steve la paura dell'oceano, Stan chiede a Roger di travestirsi da squalo, trasformandolo però in un drogato di adrenalina dopo aver perso il braccio. Nel frattempo, Klaus fa fatica a uscire con l'amica di Hayley, Danuta.

## La lunga marcia
Spaventata dalla prospettiva che la sua vita diventi un duro lavoro dopo aver ottenuto una promozione in Sub Hub, Hayley lascia il suo lavoro, si trasferisce nel furgone di Jeff e, insieme a lui, vive la vita sulla strada come promotore di Instagram. Nel frattempo, Steve e Francine sono minacciati da un inquietante autista Uber di nome Ernie dopo avergli dato una brutta recensione.

## Sorvegliante e l'addetto alla mensa
Quando Klaus viene licenziato dal suo lavoro a pranzo al Pearl Bailey High, Steve lavora con il detective Turlington e va sotto copertura come sorvegliante dei corridoi per risolvere il mistero. Nel frattempo, Roger e Stan diventano catatonici dopo aver visto morire il sarto di Steve in un orribile incidente con la scala mobile.

## Donne selvagge lo fanno
Stan recluta Jeff per portare Francine in città e impedirle di scatenarsi. Nel frattempo, Klaus rapisce Steve e lo costringe a guardare i suoi video di imitazioni delle celebrità.

## Un addio irlandese
Mentre Stan, Jeff, Roger e Rogu fingono di essere uomini di frontiera, Hayley scopre che Francine affronta i modi infantili di Stan bevendo in un bar dell'aeroporto irlandese, così decide di iniziare ad accorrere lì per sfuggire a Jeff.

## Stomp le monde
Quando suo zio muore e lo lascia con una grande eredità, Stan usa i soldi per acquistare i diritti per la commedia off-Broadway Stomp piuttosto che una vacanza in famiglia, portandoli a vivere una vita sulla strada, truffando i cittadini.

## La salsa di mamma
La mamma di Snot inizia ad arricchirsi vendendo la salsa fatta in casa, ma a Steve questo non sta bene in quanto pensa che sua madre abbia rubato la ricetta alla sua. Nel frattempo, Klaus, Stan, Roger e Jeff diventano modelli nei centri commerciali, dimagrendo sensibilmente.

## Hamerican Dad!
Stan, membro del club del prosciutto, lascia entrarvi a malincuore Roger che in poco tempo conquista gli altri membri. Intanto Francine si accorge che l’unica persona che conosce a non spaventarsi mai è il suo vicino di casa Greg ma, nel provare a spaventarlo, finisce in ospedale.

## Lezioni di guida
Grazie a Roger (sotto il falso nome di Lello Pisello), Snot scopre che il suo defunto padre era un pilota di demolition derby. Hayley porta con sé Steve per un viaggio di lavoro, per insegnargli a guidare.

## Orgoglio prima della rovina
Roger cerca di forzare la laurea di Hayley per poter occupare la sua camera. Intanto Klaus ripara l'auto di Francine.

## Nessun matrimonio e un funerale
Klaus, stanco delle angherie subite, decide di andarsene. Quindici anni dopo giunge la notizia della morte di Klaus alla famiglia Smith, ormai divisa con Stan e Francine divorziati, Jeff e Hayley genitori di numerosi figli, Roger creatore di trivelle salvatempo e Steve che è un ricco e muscoloso uomo creatore di un robot ossessionato dai servizietti.

## Cullare Rogu
Steve vuole guadagnare qualcosa facendo il babysitter come tutti i suoi amici, ma Francine non ritiene che ne sia in grado. Decide così di sorvegliare Rogu, il piccolo figlio di Roger (che era precedentemente il suo tumore).